# 존스턴 (글꼴)

존스턴체

존스턴 (Johnston), 존스턴 산스 (Johnston Sans)는 영국의 에드워드 존스턴이 디자인한 산세리프 알파벳 글꼴이다. 1913년 영국의 런던 지하 전기철도 회사의 영업부장이었던 프랭크 픽이 자사의 아이덴티티를 보강하기 위해 존스턴에게 의뢰하여 제작되었다. 존스턴체는 본래 2.5cm 크기의 인쇄용 글꼴로 기획되었으나, 런던 지하철의 각 역에 붙은 역명판에 사용되면서 표지판용 글꼴로도 빠르게 보급되었다.
1933년 런던 여객 운송본부가 설립됨에 따라 런던의 대중교통에 사용되는 표준 서체로 자리잡았으며, 오늘날 운송본부의 후신인 트랜스포트 포 런던에도 고스란히 유지됨에 따라 백 년 넘는 세월 동안 이어져 오는 세계에서 가장 오래된 기업 브랜딩 사례로 꼽힌다. 존스턴체의 저작권은 트랜스포트 포 런던이 소유하고 있다가, 원저작자 존스턴이 사망한 지 70주년을 넘긴 2015년부로 퍼블릭 도메인이 되었다.
존스턴체는 산세리프는 맞되 고대 로마의 대문자와 옛 세리프 글꼴로부터 영향을 받은 휴머니스트 산세리프 계열을 창시한 글꼴로도 유명하다. 존스턴의 수제자로서 존스턴체의 개발에도 참여했던 에릭 길은 1928년 이 존스턴체를 기반으로 자신만의 개성을 더한 길 산스를 발표하기도 했다. 존스턴체는 기업 서체로 사용되는 관계로 비교적 최근까지도 대중적인 글꼴로 널리 배포되지 못했으나, 길 산스는 그렇지 않았기 때문에 존스턴보다 널리 보급될 수 있었다.

## 같이 보기
- 런던 지하철
  - 런던 지하철 노선도
- 길 산스
- 공공 서체 목록